# USSF-67
USSF-67 war eine Raumfahrtmission der United States Space Force und des Raumfahrtdienstleisters SpaceX. Sie umfasste den Transport von mindestens zwei militärischen und/oder nachrichtendienstlichen Satelliten in geosynchrone Umlaufbahnen. Als Trägerrakete kam zum insgesamt fünften Mal eine Falcon Heavy zum Einsatz.
Die Mission hieß ursprünglich AFSPC-67 und wurde nach Gründung der Space Force im Jahr 2020 in USSF-67 umbenannt.

## Startauftrag und Nutzlasten
Im August 2020 erhielt SpaceX im Rahmen des EELV-Programms der US Air Force den Zuschlag in Höhe von 312 Mio. USD für die AFSPC-67-Mission. Im Mai 2021 gab das US-amerikanische Verteidigungsministerium bekannt, dass SpaceX zusätzliche 16 Mio. USD für den Start der Mission erhalten solle.
Eine der Nutzlasten CBAS-2 (kurz für Continuous Broadcast Augmenting SATCOM) ist ein Relay- und Kommunikationssatellit, welcher von Boeing hergestellt wurde. Das Gewicht des Satelliten wird auf zwischen 2000 und 3000 kg geschätzt. Sein Vorgänger CBAS-1 wurde bei der AFSPC-11-Mission gestartet.
Die zweite bekannte Nutzlast ist LDPE-3A (kurz für Long Duration Propulsive EELV). Hierbei handelt es sich um einen experimentellen Raumschlepper, welcher mehrere Kleinsatelliten mitführen und diese im Weltraum aussetzen sollte.

## Missionsverlauf
Der Start der Mission erfolgte am 15. Januar 2023. Eine Falcon-Heavy-Trägerrakete brachte die Nutzlasten vom Kennedy Space Center direkt in eine geosynchrone Umlaufbahn. Die seitlichen Booster der Rakete landeten wie vorgesehen.